# НЛМК-Сорт
ООО «НЛМК-Сорт» — дочерняя компания ПАО «НЛМК», объединяющая под своим управлением предприятия Сортового дивизиона Группы НЛМК. Полное наименование — Общество с ограниченной ответственностью «НЛМК-Сорт». Головной офис (штаб-квартира) расположена в Екатеринбурге.

## История

### 2007 г.
- в производственной структуре Группы НЛМК образуется Сортовой дивизион, включающий предприятия по заготовке и переработке лома черных металлов (ПО «Уралвторчермет»), выпуску стали и сортового проката (ОАО «НСММЗ») и метизов (ООО «УЗПС»).

### 2008 г.
- начинается активная реализация инвестиционного проекта ООО «НЛМК-Калуга» (ранее ЗАО "Калужский научно-производственный электрометаллургический завод) мощностью 1-1,55 млн т/год сортового и фасонного проката в Боровском районе Калужской области.

### 2009 г.
- завершается строительство прокатного комплекса мощностью до 1 млн т/год арматурного проката и катанки в г. Берёзовском (Свердловская область), цех выводится на стадию пусконаладочных работ.
- Образована компания ООО «НЛМК-Сорт», объединившая под своим управлением металлургические и ломозаготовительные предприятия Сортового дивизиона НЛМК[1].

### 2010 г.
- проведена реорганизация производственных мощностей по выпуску сортового проката. В состав ОАО «НСММЗ» включён прокатный цех в г. Берёзовском (ранее ЗАО «Берёзовский электрометаллургический завод»)[2].
- в конце 2010 г. получено разрешение на пуск в эксплуатацию прокатного цеха в г. Берёзовском[3], в январе 2011 г. цех выпустил уже миллионную тонну проката.

## Собственники и руководство
100 % участия в ООО «НЛМК-Сорт» принадлежит ОАО «НЛМК».
Генеральные директора ООО «НЛМК-Сорт»:
- Д. В. Стопкевич (с 2016 г. — по настоящее время)
- А. А. Бураев (с июня 2010 г. — по 2016г)[4].
- О. В. Наумова (с декабря 2009 г. — июнь 2010 г.)

## Деятельность
ООО «НЛМК-Сорт» осуществляет функции управляющей компании для действующих и строящихся металлургических предприятий, специализирующихся на производстве сортового проката и метизов:
- АО «НЛМК-Урал» (ранее ОАО «Нижнесергинский метизно-металлургический завод»),
- ООО «НЛМК-Метиз» (ранее ЗАО «Уральский завод прецизионных сплавов», ЗАО «УЗПС»),
- ООО «НЛМК-Урал Сервис»
- ООО «НЛМК-Калуга» (ранее ЗАО «Калужский научно-производственный электрометаллургический завод» (ЗАО «КНПЭМЗ»)),
- предприятия ПО «Вторчермет НЛМК» и ряд других обществ, образующих Сортовой дивизион.

К функциям новой компании относится управление всеми бизнес-процессами, финансовыми и товарными потоками сортового направления. Предприятия выпускают товарную сортовую заготовку, катанку, арматурный прокат, проволоку, гвозди, сетку, крепёжные изделия.
Производственная структура НЛМК-Сорт включает мощности, образующие замкнутый производственный цикл от сбора и переработки лома чёрных металлов до выпуска металлургической продукции высоких переделов. Предприятия компании производят непрерывнолитую стальную заготовку и широкий спектр продукции строительного назначения: арматуру, катанку, проволоку, крепёжные изделия. Сырьевое направление в компании представлено одним из крупнейших в России объединением ломозаготовительных предприятий «Вторчермет НЛМК».
Производственные мощности НЛМК-Сорт, позволяющие выпускать до 2,2 млн т/год жидкой стали (г. Ревда, Свердловская область), до 1 млн т/год арматурного проката в прутках (г. Нижние Серги, Свердловская область), до 1 млн, т/год арматурного проката в бунтах и катанки (г. Берёзовский, Свердловская область), 0,56 млн т/год метизной продукции (г. Берёзовский, Свердловская область), делают компанию одним из крупнейших отечественных производителей на рынке сортового проката. Доля продукции компании на Российском рынке в сегментах арматурного проката и низкоуглеродистой метизной продукции составляет около 20 %.
Сырьевое направление в структуре дивизиона представлено предприятиями производственного объединения «Вторчермет НЛМК», осуществляющими заготовку и переработку металлолома в 37 регионах РФ, которые обеспечивают потребности в ломе сталеплавильного производства компании НЛМК-Сорт и, в значительной степени, основной производственной площадки Группы НЛМК в Липецке.
Все производственные звенья Сортового дивизиона (НЛМК-Сорт) оснащены самым современным оборудованием от ведущих мировых производителей, что позволяет обеспечить максимальную эффективность производства и высокое качество продукции.

## Структура
Предприятия НЛМК-Сорт:
- АО «НЛМК Урал», до 2017 года — ОАО «Нижнесергинский метизно-металлургический завод» (ОАО «НСММЗ») — производство стали и проката.

Нижнесергинский метизно-металлургический завод образован в 2000 г. в результате объединения Нижнесергинского металлургического (основан в 1740 г.) и Ревдинского метизно-металлургического заводов (основан в 1734 г.), входящими в число старейших предприятий металлургической отрасли Урала. Входит в Группу НЛМК с декабря 2007 г. В начале апреля 2010 г. была завершена процедура реорганизации ОАО «НСММЗ» в форме присоединения к нему дочерней компании ЗАО «Берёзовский электрометаллургический завод».
НСММЗ расположен в Свердловской области на трёх производственных площадках:
- - в городе Ревда (электросталеплавильное производство мощность до 2,2 млн т/год непрерывнолитой стальной заготовки);
  - в городе Нижние Серги (производство арматурного проката в прутках мощностью до 1 млн т/год);
  - в городе Берёзовский (производство арматурного проката в бунтах и катанки мощность до 1 млн т/год)[9].

В настоящее время объединённые производственные мощности предприятий образуют современный металлургический комплекс по выпуску стали и сортового проката, основанный на концепции мини-заводов (mini-mill).
- ООО «НЛМК-Метиз» (бывший «Уральский завод прецизионных сплавов») — производство метизов.

Строительство Уральского завода прецизионных сплавов как специализированного предприятия по выпуску прецизионных сплавов для оборонной, космической, атомной, электронной и медицинской промышленности было начато в 1967 году. С 2004 г. предприятие специализируется на производстве метизной продукции, является одним из крупнейших производителей метизов в РФ. Производственные мощности 0,56 млн т/год метизной продукции.
- ПО «Вторчермет НЛМК» (бывший ПО «Уралвторчермет») — сырьевой дивизион НЛМК-Сорт.

Производственное объединение «Уралвторчермет» (ныне ПО «Вторчермет НЛМК») было создано в 1998 году как объединение предприятий по заготовке и переработке лома чёрных металлов. Вторчермет НЛМК является одной из крупнейших и наиболее хорошо оснащённых ломозаготовительных структур страны, с производственными площадками в 37 областях РФ. Обеспечивает ломом чёрных металлов сталеплавильные мощности НЛМК-Сорт и ОАО «НЛМК». Производственные мощности ПО «Вторчермет НЛМК» позволяют перерабатывать около 3 млн т/год лома чёрных металлов.
- ООО «НЛМК-Калуга» (ранее ЗАО «Калужский научно-производственный электрометаллургический завод») — производство стали, сортового и фасонного проката общей мощностью до 1,55 млн тонн в год.

Первая очередь производства запущена 23 июля 2013 г.

## Показатели деятельности
По результатам 2011 года предприятиями компании НЛМК-Сорт (Сортовой дивизион НЛМК) реализовано более 1,6 млн тонн металлопродукции, что на 0,4 % больше показателя 2010 года. Компания реализовала потребителям 1179 тыс. тонн арматурного проката (+12 %), 133 тыс. тонн катанки (+21 %), 239 тыс. тонн метизной продукции (+9 %).
Около 90 % продукции предприятий НЛМК-Сорт реализовано на внутренний рынок. Доля НЛМК-Сорт на внутреннем рынке арматурного проката составила более 17 %, катанки — более 16 %, низкоуглеродистой метизной продукции — 20 %. Экспортные поставки осуществлялись в страны СНГ, Европу и на Ближний Восток.
Всего в структуре реализации Компании по итогам 2011 года арматурный прокат составил 72 %, катанка 8 %, метизная продукция 15 %. Предприятиями Производственного объединения «Вторчермет НЛМК» отгружено потребителям 3,3 млн тонн лома чёрных металлов (+4 %). Доля отгруженного потребителям ПО «Вторчермет НЛМК» переработанного металлолома в общем объёме отгрузок данного вида сырья на металлургические предприятия РФ составила более 16 %.

## Инвестиционные проекты
Инвестиционный проект : ООО «НЛМК-Калуга» (ранее ЗАО «Калужский научно-производственный электрометаллургический завод»).
Инвестор : ОАО «Новолипецкий металлургический комбинат».
Объём инвестиций : более 37 млрд рублей.
Производственная мощность: Проектные мощности по стали составляют 1,5 млн тонн в год, по прокату от 900 тыс. до 1,5 млн тонн в год. В дальнейшем, после дополнительного уточнения потребностей рынка, будет рассматриваться вопрос о третьей очереди, которая позволит увеличить объём выпускаемого проката и расширить его сортамент.
Запуск производства: первое полугодие 2013 г.
Продукция: арматурный прокат, фасонный прокат
Основные потребители:
- предприятия строительной отрасли Центрального федерального округа;
- ведущие региональные металлобазы комплексного снабжения;

Расположение: Калужская область, Боровский район, с.Ворсино.
Строительство ООО «НЛМК-Калуга» является важным направлением развития Сортового дивизиона НЛМК. Проект включён в перечень приоритетных инвестиционных проектов Стратегии развития металлургической промышленности России до 2020 года. Реализация проекта соответствует целям и задачам указанной Стратегии как проекта, направленного на снижение энергопотребления, уменьшения загрязнения атмосферы и повышения качественных характеристик производимого сортового проката.
Строительство завода ведётся в рамках программы создания индустриального парка «Ворсино» на севере Калужской области. В настоящее время на ООО «НЛМК-Калуга» ведутся пусконаладочные работы.